# 남부주 (르완다)

남부 주의 위치

남부주(르완다어: Intara y'Amajyepfo, 프랑스어: Province du Sud, 영어: Southern Province)는 르완다 남서부에 위치한 주로, 주도는 니안자이며 면적은 6,118km2, 인구는 2,266,124명(2007년 기준)이다.
2006년 1월 1일에 실시된 행정 구역 개편에 따라 기콩고로 주와 기타라마 주, 부타레 주를 합병하여 신설되었으며 부룬디와 국경을 맞대고 있다. 8개 구를 관할한다.